# Pontophilus abyssi
Pontophilus abyssi är en kräftdjursart som beskrevs av Sidney Irving Smith 1884. Pontophilus abyssi ingår i släktet Pontophilus och familjen Crangonidae. Inga underarter finns listade i Catalogue of Life.